# خانه رضا نبوی‌نژاد
خانه رضا نبوی نژاد مربوط به دوره قاجار است و در اصفهان، خیابان عبدالرزاق، کوچه خیاطها واقع شده و این اثر در تاریخ ۱۸ آذر ۱۳۵۴ با شمارهٔ ثبت ۱۱۳۸ به‌عنوان یکی از آثار ملی ایران به ثبت رسیده‌است.